# Omphalotropis elegans
Omphalotropis elegans is een slakkensoort uit de familie van de Assimineidae. De wetenschappelijke naam van de soort is voor het eerst geldig gepubliceerd in 1849 door Quadras & Möllendorff.